# عملیات پناه به متحدان
عملیات پناه به متحدان(به انگلیسی: Operation Allies Refuge) یک عملیات نظامی توسط ایالات متحده بود، که در ۱۳ اوت ۲۰۲۱ به منظور حمل و نقل هوایی غیر نظامیان واجد شرایط افغان که در معرض خطر بودند، مترجمان، کارکنان سفارت آمریکا در کابل و دیگر متقاضیان روادید مهاجرت ویژه (اس.آی.وی)، در پی فروپاشی جمهوری اسلامی افغانستان، آغاز شد. این عملیات همزمان با خروج بیشتر ارتش آمریکا از افغانستان و تخلیه خارجیان و افغانهای آسیب‌پذیر انجام شد و در ۳۰ اوت ۲۰۲۱ به پایان رسید.

## تاریخچه عملیاتی

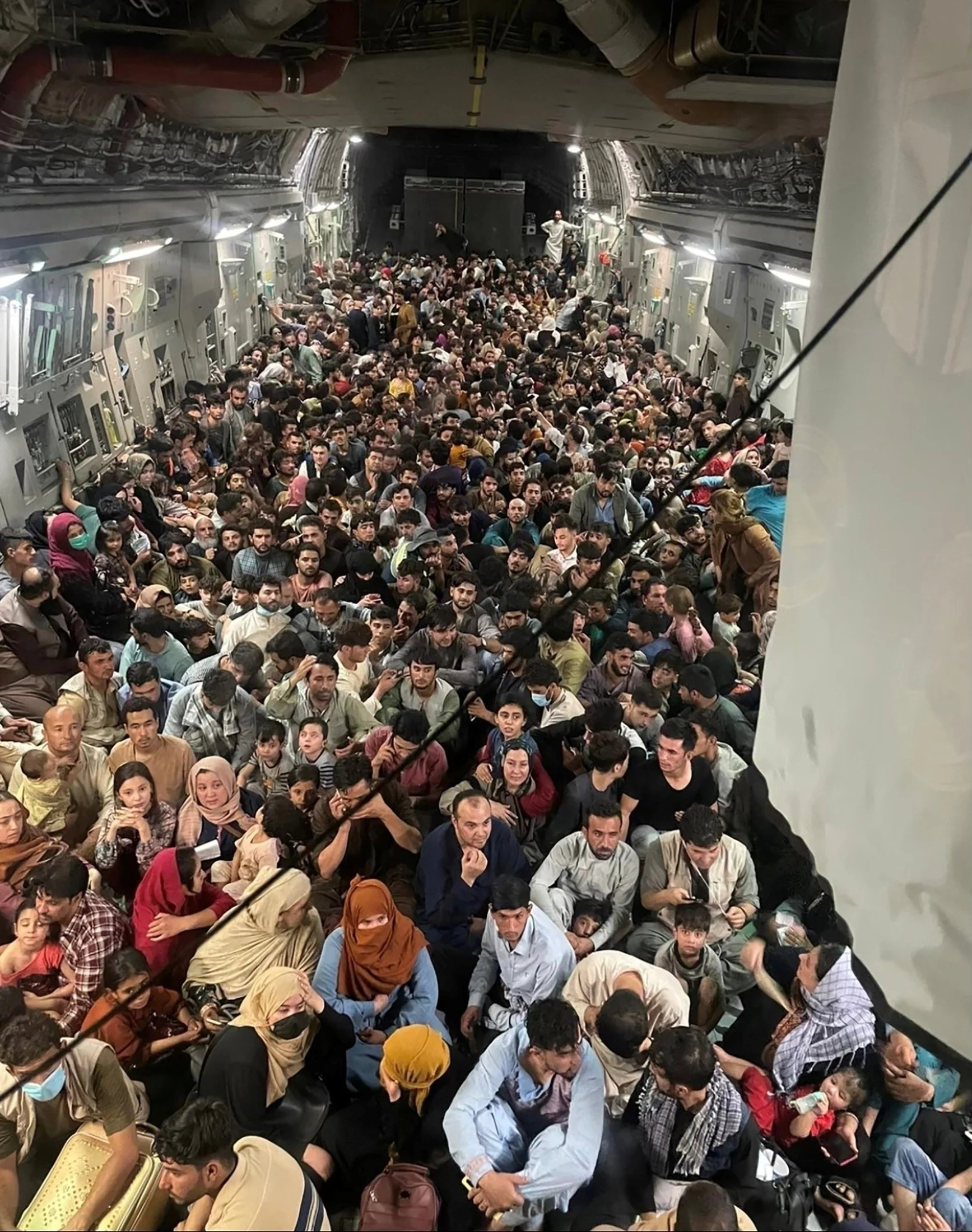
یک هواپیمای بوئینگ C-17 Globemaster III نیروی هوایی ایالات متحده تقریباً 640 شهروند افغان را از فرودگاه بین المللی حامد کرزی در 15 اوت 2021 به سلامت منتقل کرد. در ابتدا گزارش شده بود که خدمه آن 640 افغان را از کابل خارج کردند اما تعداد واقعی 823 نفر بود که شامل آن می شود. 183 کودک که قبلاً حضور آنها در کشتی گزارش نشده بود.

در تاریخ ۳۰ ژوئیه ۲۰۲۱، گروه اول ۲۰۰ نفر از مترجمان افغان برای پردازش روادید مهاجرت ویژه (اس.آی.وی) وارد فورت لی، ویرجینیا شدند و حداقل ۲۰٬۰۰۰ نفر از دارندگان این ویزا و متقاضیان منتظر اجازهٔ اقامت و انتقال بودند.
در ۱۲ اوت ۲۰۲۱، سه روز پیش از سقوط کابل، وضعیت افغانستان بدتر شد، دولت بایدن اعلام کرد که ۳٬۰۰۰ نیروی ایالات متحده را به فرودگاه بین‌المللی کابل اعزام می‌کند تا به منظور تضمین تخلیهٔ کارکنان سفارت، اتباع ایالات متحده و متقاضیان ویزای ویژه، کمک کنند. نام عملیات به‌طور رسمی در ۱۴ اوت توسط ادارهٔ بایدن انتخاب شد.
در ۱۵ اوت، پس از سقوط کابل، پنتاگون و وزارت امور خارجه اعلام کردند که حضور نظامی‌شان در فرودگاه را به نزدیک به ۶٬۰۰۰ سرباز گسترش خواهند داد. ارتش ایالات متحده روز بعد کنترل ترافیک هوایی فرودگاه را برعهده گرفت. در ۱۶ اوت، یک هواپیمای باری سی-۱۷, که معمولاً کمتر از ۱۵۰ چترباز را حمل و نقل می‌کند، حدود ۸۰۰ نفر را به پایگاه هوایی العدید در قطر تخلیه کرد.
پنتاگون تأیید کرد که ژنرال کنت مکنزی، رئیس ستاد فرماندهی مرکزی ایالات متحده با رهبران طالبان در قطر دیدار کرد. مقامات طالبان با شرایط تعیین‌شده توسط مکنزی برای تخلیهٔ پناهندگان از طریق فرودگاه کابل توافق کردند.
در ۱۷ اوت پنتاگون این عملیات را سرعت بخشیده و خبر داد که تصمیم دارد روزانه ۵ تا ۹ هزار نفر را از افغانستان خارج کند و در ۲۴ ساعت آینده هر ساعت یک پرواز فرودگاه کابل را ترک خواهد کرد.

## جنجال‌ها
در ۱۶ اوت، حداقل هفت نفر در فرودگاه بین‌المللی کابل کشته شدند، زیرا هزاران نفر سعی داشتند به زور سوار هواپیما شوند. حداقل دو نفرخود از ارابهٔ فرود هواپیمای بوئینگ سی-۱۷ که به پرواز درآمد آویختند و اندکی بعد، پس از پرواز هواپیما سقوط کردند و کشته شدند. سه نفر دیگر که خود را از یک جت نیروی هوایی آویخته بودند، زیر آن شده و جان خود را از دست دادند. پنتاگون گفت که دو مرد مسلح که به جمعیت شلیک کرده بودند، توسط نیروهای آمریکایی کشته شدند.
در ۲۶ اوت یک بمب‌گذاری انتحاری در میدان هوایی بین‌المللی حامد کرزی در کابل به وقوع پیوست که در جریان آن حداقل ۱۸۲ نفر کشته شدند، از جمله ۱۶۹ غیرنظامی افغان و ۱۳ نفر از اعضای ارتش ایالات متحده. مسئولیت این حمله را دولت اسلامی عراق و شام – ولایت خراسان بر عهده گرفت.
در ۲۷ اوت ایالات متحده یک حمله با هواپیمای بدون سرنشین در مقابل داعش-خراسان انجام داد که منجر به کشته شدن دو فرد از داعش که از مسئولان حمله به میدان هوایی کابل بودند، شد.
در ۲۹ اوت یک حملهٔ دیگر با هواپیمای بدون سرنشین صورت گرفت که در جریان آن یک خانوادهٔ ده نفره، از جمله ۷ کودک، اشتباها کشته شدند.